# Aide-mémoire
Aide-mémoire (z fr. pomoc dla pamięci) −  nota pozbawiona danych nadawcy i adresata oraz podpisu i pieczęci, stanowiąca nieoficjalny i pozbawiony jakiejkolwiek mocy urzędowej komunikat przekazywany osobiście lub doręczany korespondencyjnie po zakończeniu rozmów (lub podczas ich trwania) przez przedstawicieli służby dyplomatycznej lub wysokiej rangi urzędnika państwowego. Wiarygodność treści zawartej w Aide-mémoire opiera się wyłącznie na osobie wręczającej.
Nota oznaczona jest nagłówkiem „Aide-mémoire” i może prezentować stanowisko, zamierzenia, zestaw tez lub problemów czy też szkic ewentualnego porozumienia, które były lub będą przedmiotem bardziej szczegółowych negocjacji. 
Ponieważ komunikat taki pozbawiony jest zawsze danych identyfikujących autora/nadawcę i adresata oraz autoryzacji, nie może być traktowany ani użyty jako potwierdzenie jakiegokolwiek zobowiązania lub innego aktu wyrażenia woli. Nie ma także przymiotu niezaprzeczalności, dlatego adresat nie jest zmuszony do zareagowania na komunikat ani ustosunkowania się do niego. Daje to pewien margines swobody i odprężenia, np. w sytuacji napiętych stosunków, czy też rokowań dotyczących drażliwych lub spornych kwestii.